# Cajuína

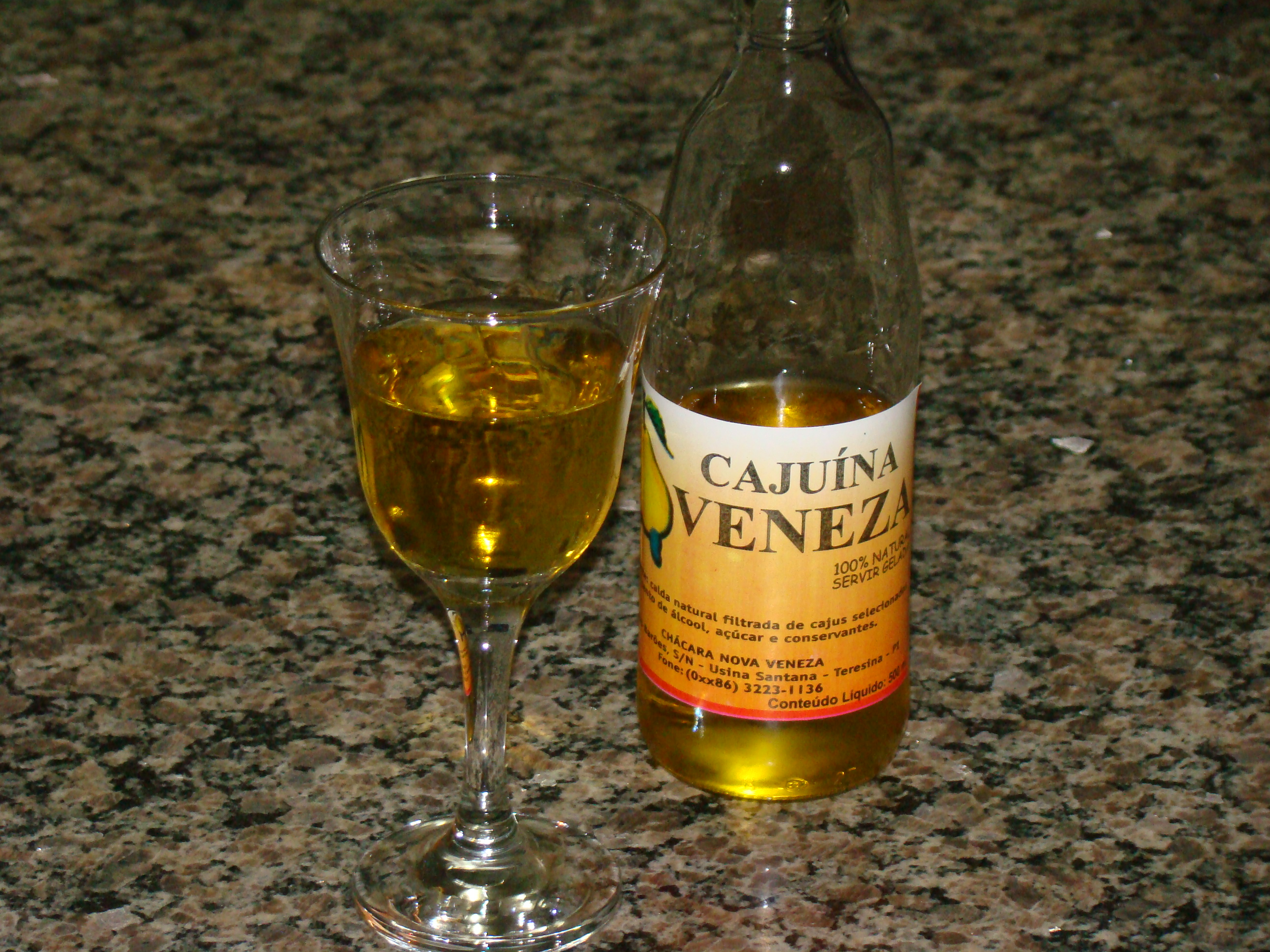
Cajuína de Teresina.

La cajuína es una bebida no alcohólica, clarificada esterilizada, preparada a partir de jugo de anacardo (caju), que presenta un color amarillo-ámbar resultante de la caramelización de los azúcares naturales del jugo. Preparada de manera artesanal, es una bebida típica del estado de Ceará y del estado de Piauí (Brasil). La cajuína, símbolo de la cultura de la ciudad de Fortaleza y del estado de Piauí, fue creada por Rodolfo Teófilo.
La doctora de Piauí Ana Amélia afirma que el jugo del anacardo y la cajuína ofrecen protección contra la mutagénesis inducida por agentes oxidantes y formadores de alteraciones del ADN.
En promedio, 200 ml de jugo de anacardo tiene 62 kcal.
La producción de cajuína se realiza a través de los siguientes procesos:
- Extracción del jugo de anacardo;
- Filtración;
- Adición de gelatina (para retirar la sustancia que da la sensación de «atascarse» en la garganta);
- Separación de los taninos;
- Clarificación.